# Battaglia di Kruty
La battaglia di Kruty fu uno scontro avvenuto il 29 o 30 gennaio 1918 nei pressi dell'omonima località dell'Ucraina nord-orientale tra le truppe della Repubblica Popolare Ucraina e le Guardie Rosse. Dall'indipendenza dell'Ucraina questo scontro ha assunto un'importanza simbolica in chiave patriottica e antirussa.

## Antefatti
Il 7 gennaio 1918 i bolscevichi annunciarono un'offensiva generale contro l'Ucraina. A metà gennaio stabilirono il controllo su quasi tutto il territorio della riva sinistra ucraina e iniziarono a marciare verso Kiev. In queste condizioni, il 22 gennaio 1918, la Central'na Rada emanò la Quarta Universale che proclamava l'indipendenza della Repubblica Popolare Ucraina.
Dopo la cattura di Poltava, la cosiddetta 1ª Armata Rivoluzionaria si spostò verso ovest lungo la ferrovia mentre la 2ª Armata Rivoluzionaria marciò da Gomel a Bachmač, nella regione di Chernihiv. Tra le meglio addestrate unità ucraine attive in zona vi era la divisione di combattimento della 1ª scuola militare giovanile ucraina comandata da Averkij Hončarenko. Tra il 25-27 gennaio questo reparto, insieme ad alcune unità di militari e di volontari ucraini, difese efficacemente dai bolscevichi lo snodo ferroviario di Bachmač. Tuttavia, a fronte della minaccia di essere circondati, i difensori dovettero ritirarsi verso la stazione ferroviaria di Kruty, a metà strada verso Nižyn, a circa 130 km a nord-est di Kiev, dove iniziarono a fortificare le loro posizioni.

## La battaglia
Il 28 gennaio, a Bachmač, entrambe le armate bolsceviche conversero, si unificarono sotto il comando di Michail Murav'ëv dopodiché iniziarono a muoversi verso Kiev. Alla stazione di Kruty intanto la piccola guarnigione ucraina, composta dal Battaglione Studenti (Kurin) dei Fucilieri della Sič, da un'unità della Scuola Cadetti Bohdan Chmel'nyc'kyj e da una compagnia di Cosacchi Liberi della zona di Nižyn, era in attesa del nemico stimato essere dieci volte più numeroso.
Lo scontro iniziò alle 9:00 del mattino e vide gli ucraini, supportati da due treni blindati e muniti di artiglieria, difendersi validamente contro i ripetuti attacchi dei bolscevichi. Dal canto loro gli uomini di Murav'ëv, dopo una serie di attacchi sanguinosi, vennero affiancati da un treno corazzato che bombardò le linee ucraine. Oltre la metà dei 400 soldati ucraini furono uccisi durante la battaglia, che durò circa cinque ore. Verso le 19:00 della sera lo scontro iniziò a calare d'intensità fino a quando giunse al comando ucraino a Kruty la notizia che il reggimento Ševčenko era passato dalla parte dei russi e minacciava di aggredirli alle spalle. Hončarenko ordinò così la ritirata a bordo di un convoglio ferroviario. Durante le fasi dell'evacuazione una pattuglia di una trentina di soldati ucraini, smarrita la posizione, venne catturata dai bolscevichi e successivamente fucilata.
Nella storiografia sovietica la battaglia è erroneamente datata al 29 gennaio 1918 e confusa con la scaramuccia alla stazione ferroviaria di Plysky. Non presero parte allo scontro di Kruty gli uomini di Symon Petljura poiché impegnati a sedare la rivolta bolscevica dell'Arsenale di Kiev scoppiata lo stesso giorno.

## Omaggi
Nel marzo 1918, dopo il ritorno della Central'na Rada a Kiev, undici corpi di studenti furono inumati nella Tomba di Askold nel centro della capitale ucraina. Il presidente ucraino dell'epoca, Mychajlo Hruševs'kyj, conferì il titolo di eroi ai 500 studenti che combatterono a Kruty. Il poeta Pavlo Tyčyna ha dedicato una poesia alla memoria e alla morte eroica dei giovani studenti.
Dopo la caduta della Repubblica Popolare Ucraina, i corpi furono trasferiti al cimitero Luk'janivs'ke di Kiev. Nel corso degli anni successivi le vicende legate alla battaglia sono state volutamente insabbiate e oscurate dal governo sovietico ucraino. Nel 1998, fu scoperta sulla tomba di Askold una targa che commemora gli 80 anni della battaglia. Nel 2001, per ricordare Kruty, è stata coniata un'apposita grivnia.
Nel 2006, è stato inaugurato il Memoriale degli Eroi di Kruty proprio dove la battaglia ebbe luogo circa 88 anni prima. L'anno successivo la data della battaglia è stata calendarizzata come "Giorno del Ricordo degli Eroi di Kruty".

## Al cinema
- Kruty 1918 (Крути 1918, film 2019) diretto da Oleksiy Shaparev [3].